# Antran
Antran là một xã, tọa lạc ở tỉnh Vienne trong vùng Nouvelle-Aquitaine, Pháp. Xã này có diện tích 23,82 km², dân số năm 2006 là 2382 người. Xã nằm ở khu vực có độ cao trung bình 49 m trên mực nước biển. Dân địa phương danh xưng tiếng Pháp là Antranais.

## Hành chính
| Danh sách các xã trưởng |                 |              |      |         |
| Giai đoạn               | Giai đoạn       | Tên          | Đảng | Tư cách |
| mars 2001               | en cours (2008) | Alain Pichon |      |         |

## Biến động dân số
| Năm | 1962 | 1968 | 1975 | 1982  | 1990 | 1999  | 2006  |
| --- | ---- | ---- | ---- | ----- | ---- | ----- | ----- |
| Dân số | 585  | 648  | 761  | 1 023 | 978  | 1 060 | 1 108 |
| From the year 1962 on: No double counting—residents of multiple communes (e.g. students and military personnel) are counted only once. |      |      |      |       |      |       |       |